# Orange TV (IPTV)
Orange TV (Internet Protocol TeleVision) – usługa IPTV świadczona przez Orange, działająca w standardzie TVoDSL dostępna dla klientów stacjonarnego Internetu Neostrada. W latach 2006–2008 usługa nosiła nazwę Videostrada, a w latach 2008–2012 Neostrada TP z telewizją (znana również jako Neostrada z TV), od 16 kwietnia 2012 roku pod obecną nazwą.
Telewizja Orange TV w technologii kablowej umożliwia oglądanie programów telewizyjnych oraz korzystanie z wypożyczalni filmów na życzenie (VoD) bez montowania anteny, z wykorzystaniem linii telefonicznej. Na koniec 2015 roku z jej usług korzystało 184 tys. abonentów.

## Historia
Videostrada została uruchomiona 19 czerwca 2006 przez Telekomunikację Polską we współpracy z partnerem biznesowym Canal+ Cyfrowy – operatorem platformy cyfrowej Cyfra+. Klienci otrzymywali dostęp do 17 niezależnych programów, do których istniała możliwość dokupienia pakietów telewizyjnych z oferty Cyfra+, ale świadczonych w technologii DSL. Usługa ta nosiła nazwę Cyfra+ DSL, a jej oferta programowa i ceny pakietów dostępne w Videostradzie TP były identyczne jak w ofercie platformy satelitarnej Cyfra+. Do wyboru klienci mieli ówczesne pakiety: Startowy, Tematyczny, Komfortowy lub Prestiżowy oraz dwie opcje dodatkowe: Canal+ i HBO.
W 2008 roku Cyfra+ DSL została wycofana z oferty, a w jej miejscu TP włączyła własne pakiety programowe: Podstawowy M i L. W ofercie pozostały opcje dodatkowe Canal+ i HBO. W sierpniu 2008 roku nadawanie rozpoczął kanał tworzony przez operatora Orange Sport, który utworzył nowy pakiet pod tą samą nazwą. Usługa Videostrada 1 września 2008 r. została przemianowana na Neostrada TP z telewizją.
Z kolei 27 października 2008 ruszyła platforma cyfrowa Neostrada TP z telewizją oferująca dwa pakiety: Podstawowy i Orange Sport. W kolejnych latach oferta Neostrady z telewizją została rozbudowana, zarówno w technologii satelitarnej, jak i kablowej.
9 czerwca 2011 całkowicie zmieniono ofertę pakietową, pakiety telewizyjne TP zostały wycofane ze sprzedaży i zostały zastąpione przez pakiety telewizji n.
16 kwietnia 2012 w związku ze zmianą marki TP zmieniono nazwę z Neostrada TP z telewizją na Orange TV. W 2013 roku po połączeniu platform Cyfra+ i n, platforma rozpoczęła sprzedaż pakietów telewizji nc+.
22 lutego 2016 roku Orange Polska poinformowało o zmianie sposobu pozyskiwania telewizyjnych treści, które będą bezpośrednio agregowane (kupowane) bezpośrednio od nadawców. Jednocześnie do oferty platformy IPTV wprowadzono nowe pakiety telewizyjne Orange TV: Optymalny, Bogaty, Maksymalny i opcję HBO. W ofercie pozostały również oddzielne pakiety platformy nc+. Klient ma prawo wyboru, z której pakietyzacji operatora skorzysta. Oferta Orange TV w technologii DTH, nie uległa zmianie. Oparta jest na odsprzedaży treści TV platformy satelitarnej nc+, a przychody są dzielone.

## Dane techniczne
Obraz o jakości płyty DVD (rozdzielczość 720x576) w postaci cyfrowej kodowany jest w formacie H.264/MPEG-4 AVC, a przesyłany jest przez łącze ADSL2+ lub VDSL. Dekodowaniem obrazu zajmują się dekodery Sagem IAD 80, Sagem IAD 81, Sagemcom UHD 86 oraz Sagemcom UHD 88, które są podłączane kablem ethernet do Funboxa TP lub dedykowanego routera VDSL. Do każdego dekodera przesyłany jest indywidualny sygnał. Łącze Videostrady ma przepustowość 4 Mb/s, co wystarcza zarówno na transmisję telewizji, VoD, PVR oraz inne usługi. HDTV jest dostępna po zwiększeniu przepustowości do 8Mb/s i zastosowaniu odpowiedniego standardu kodowania dla telewizji HD. Standardowo dekoder musi być podłączony do routera Funbox lub dedykowanego modemu VDSL. Usługa jest również dostępna w technologii FTTH, jednakże istnieje możliwość podłączenia telewizji IPTV przez inne routery. Warunkiem działania usługi na innym routerze jest możliwość przypisania w konfiguracji routera osobnych parametrów VPI/VCI dla fizycznego portu Ethernet.
Multiroom jest dostępna na łączach o wyższych przepływnościach VDSL, FTTH.
Na potrzeby telewizji w technologii IPTV oraz pozostałych usług Orange posiada sieć agregacyjną IP/MPLS Ethernet o właściwej pojemności i niezawodności, z zaimplementowanymi mechanizmami Multicast. Atutem tych działań jest możliwość oglądania telewizji bez posiadania Neostrady, transmisja video jest całkowicie niezależna od transmisji internetowej.